# Battesimo di Cristo (Parmigianino)

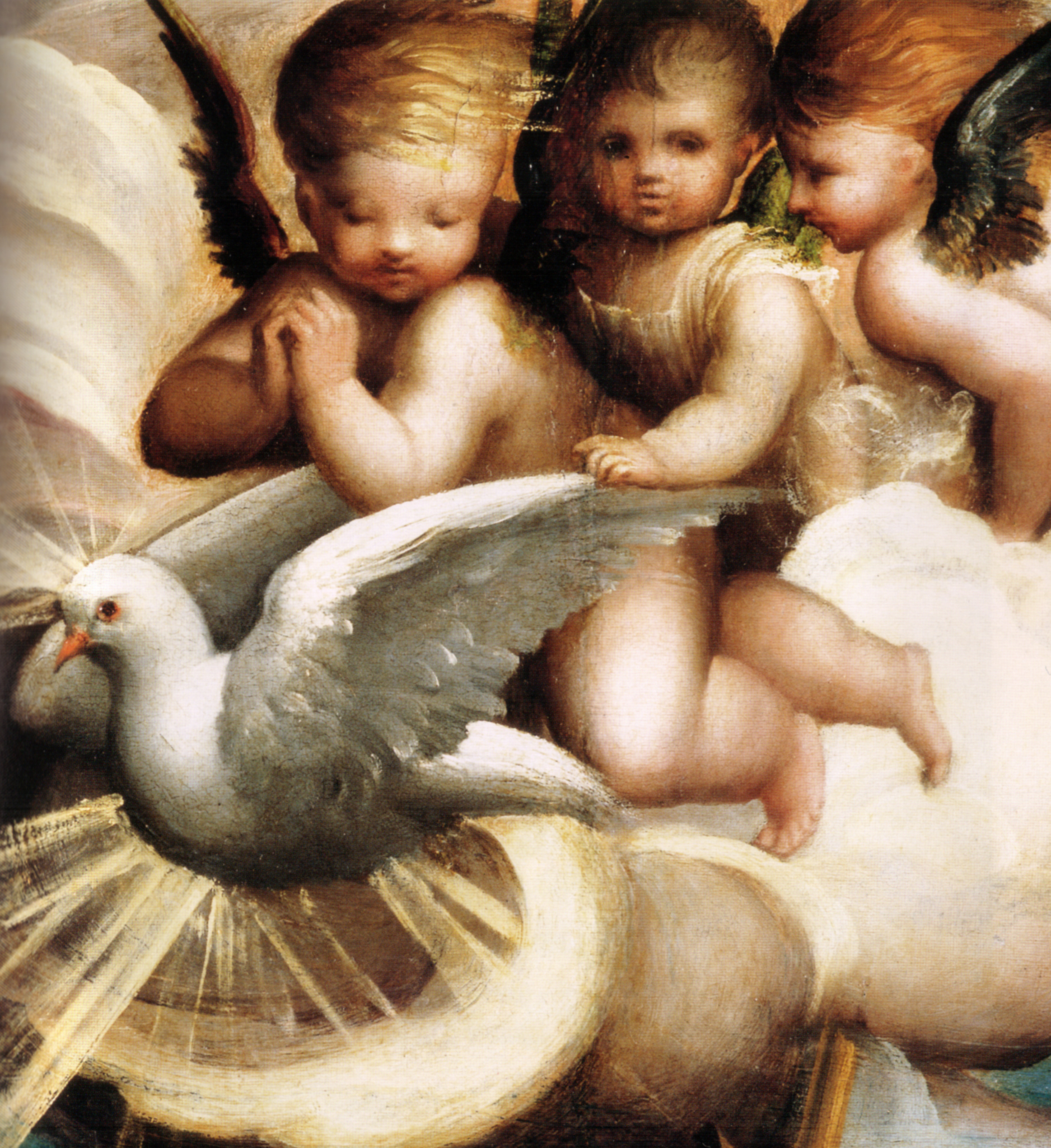
Dettaglio

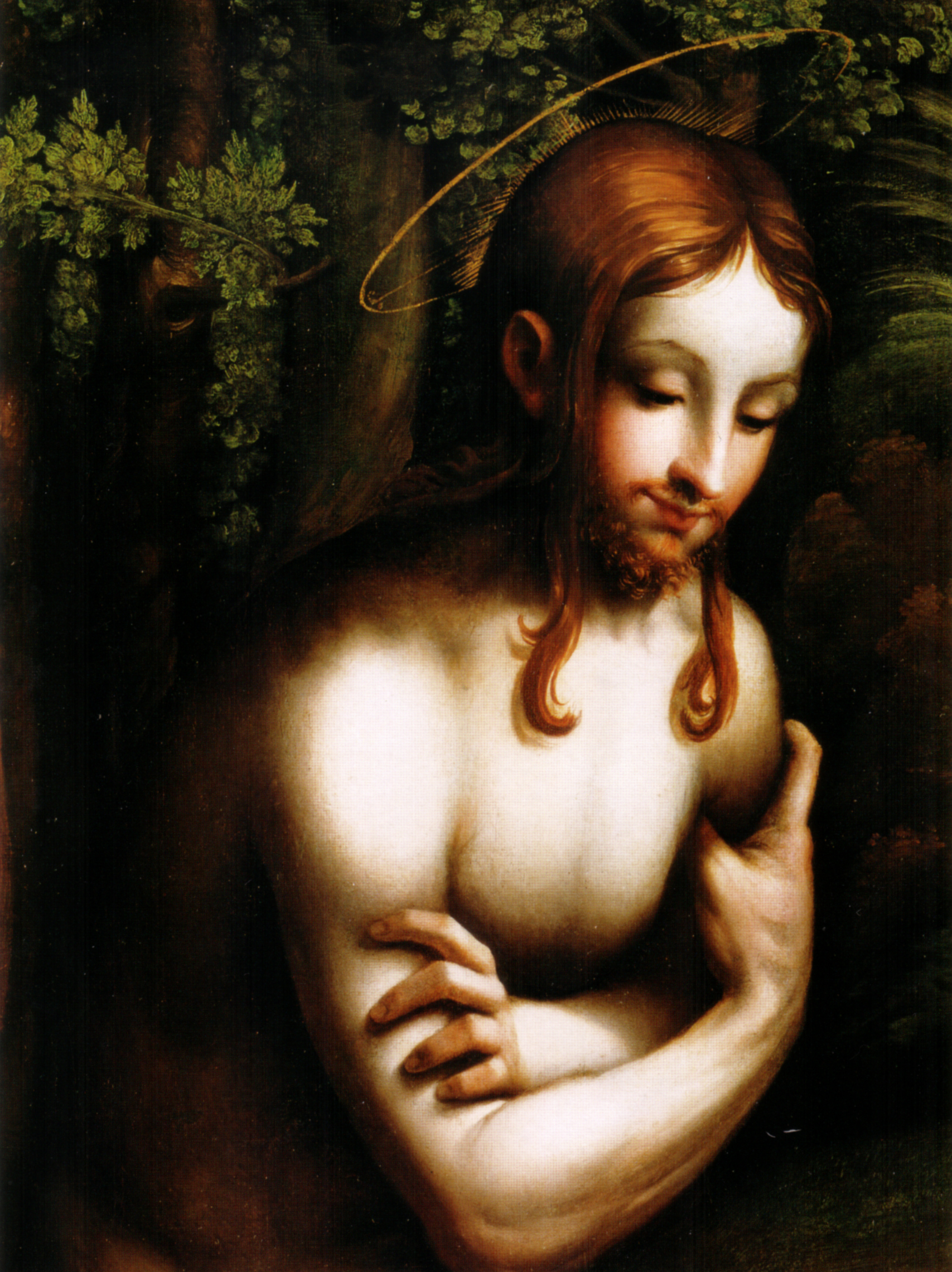
Dettaglio

Il Battesimo di Cristo è un dipinto a olio su tavola (197x137 cm) del Parmigianino, databile al 1519 circa e conservato nella Gemäldegalerie di Berlino.
Si tratta della prima opera attribuita all'artista, allora sedicenne.

## Storia
L'attribuzione dell'opera è legata alla menzione che ne fece Giorgio Vasari ne Le vite de' più eccellenti pittori, scultori e architettori, come prima, precoce opera dell'artista allora appena sedicenne: «dopo aver fatto miracoli nel disegno, fece in una tavola di suo capriccio, un San Giovanni che battezza Cristo, il quale condusse di maniera, che ancora chi la vede resta maravigliato che da un putto fusse condotta sì bene una simil cosa. Fu posta questa tavola in Parma alla Nunziata, dove stanno i frati de' Zoccoli»".
Se può apparire una menzione precoce, esiste tuttavia un documento che sembra confermare la precocità del pittore: i suoi zii firmarono infatti un contratto per un lavoro che egli condusse poi nella chiesa di San Giovanni Evangelista quando aveva appena dodici anni. L'opera era situata nella cappella Garbazza, dove rimase fino al 1546 quando la chiesa venne demolita per far spazio alla cittadella di Parma, voluta da Pier Luigi Farnese, la chiesa venne ricostruita altrove e le fonti ricordano come la tavola vi venne trasferita e collocata nella cappella di San Giovanni, patronata dal conte Roberto Torelli. Quando passò a suo nipote Pomponio, che aveva la passione per la poesia, venne aggiunta alla tavola lo stemma Torelli di Montechiarugolo, e un epigramma in cui il Parmigianino era ricordato addirittura come quattordicenne all'epoca della pittura della pala. Nel 1611 la famiglia venne condannata per una tentata congiura contro i Farnese e tutti i loro beni, compresa la cappella nella chiesa degli Zoccolanti, confiscati. In quel momento la tavola del Parmigianino venne smontata dalla cornice (dove fu inserita una tela dedicata a san Pietro d'Alcántara, nonostante il poemetto dedicatorio): cornice e nuovo dipinto vennero venduti nel 1674 ai frati del convento di Santa Maria delle Grazie a Montechiarugiolo, dove si trovavano ancora nel 1805 al tempo delle soppressioni, come testimonia l'elenco di beni da mettere in vendita dell'ex-cenobio.
Il Battesimo invece venne visto nel 1671 dal Barri nella sagrestia della Nunziata, ma entro il 1690 dovette essere rimessa nella cappella, dove lo vide Zappata. Nel 1706 era stato acquistato dal conte Carlo Sanvitale per la considerevole cifra di quattromiladuecento lire, in una transazione non del tutto lecita (la pala apparteneva infatti formalmente ancora ai Farnese, non ai frati), ricordata però nell'inventario della famiglia del 1710. Nel 1784 la citò Ireneo Maffò nella dimora dei Sanvitale, riportando anche unan copertura sulle vicende della sua acquisizione, in cui parlava di un dono ai signori da parte di Lelio Boscoli, segretario di Stato di Ranuccio II Farnese, che l'avrebbe fatta requisire.
Successivamente, nel 1857 Luigi Sanvitale scrisse che la pala era stata sottratta alla sua famiglia attorno al 1789 e venduta a un inglese. La si rincontra infatti nella quadreria di Edward Solly in Inghilterra, che nel 1821 fu acquistata dal Bode-Museum di Berlino. Catalogata come autografo nel 1837 (Waagen) e nel 1838 (Nagler), l'opera dovette destare tuttavia qualche perplessità se nel 1866 fu inviata in deposito nella chiesa parrocchiale di Rederitz e lì dimenticata fino al 1923, quando la segnalò il Voss, reintroducendola negli studi del catalogo dell'artista.

### Attribuzione
Nonostante le vicende quasi completamente documentate, la pala ha suscitato più di una volta dubbi negli studiosi. Se l'attribuzione è accettata dalla maggior parte della critica, si discostò Carlo Arturo Quintavalle (1948), che non vi riconobbe nemmeno una mano italiana ma fiamminga, accogliendo l'indicazione di Copertini (1933), che aveva sottolineato il "curioso aspetto nordico dell'opera", da lui riferito all'influenza del padre del Parmigianino, Francesco Mazzola, dallo stile un po' rigido.
A sostegno dell'attribuzione Di Giampaolo ha reso noto, nel 1991, uno studio delle case nel paesaggio nella Biblioteca Reale di Torino.

## Descrizione e stile
La scena è impostata sulla monumentalità delle due figure in primo piano, Gesù e il Battista. Il primo sta con le braccia conserte a ricevere il battesimo nel Giordano mentre Giovanni si è chinato per raccogliere l'acqua necessaria con il bacile. In alto, tre putti apparsi su una nuvoletta accompagnano con lo sguardo la discesa della colomba dello Spirito Santo. Il tutto è ambientato in paesaggio, con una quinta boscosa a sinistra e una strada che conduce a una cittadina a destra, dove compaiono due personaggi. In alto tre putti da una nuvola accompagnano la dinamica discesa della colomba dello Spirito Santo.
Pur nelle forme arcaicizzanti della tavola, vi si è voluto vedere un'eco correggesca con riferimenti a figure della sua pala della Madonna di San Francesco, allora nella chiesa di San Francesco a Correggio e ora a Dresda, filtrati dalla pittura del Francia e naturalmente espressa con gli ancora immaturi mezzi del giovanissimo artista. A ben guardare si trovano caratteristiche presenti in altre opere giovanili dell'artista, come le anatomie allungate (presenti anche nella Pala di Bardi o nei Santi Stefano e Lorenzo in San Giovanni Evangelista a Parma). Inoltre la testa di Cristo sembra citare quella della Madonna di Correggio a Chicago, senza però utilizzare alcuno spunto leonardesco, tantomeno lo sfumato.